# Oulad Boughadi
Oulad Boughadi (àrab أولاد بوغادي) és una comuna rural de la província de Khouribga de la regió de Béni Mellal-Khénifra. Segons el cens de 2014 tenia una població total de 8.648 persones.